# Alchemilla isfarensis
Alchemilla isfarensis é uma espécie de rosácea do gênero Alchemilla, pertencente à família Rosaceae.